# ابن عایشه
ابراهیم بن محمد بن عبدالوهاب بن ابراهیم امام، شهرت‌یافته به ابن عایشه (؟ -۸۲۵م) امیر عباسی بود. علیه مأمون قیام کرد و برای بیعت با ابراهیم بن مهدی تلاش کرد. مأمون او را دستگیر کرد، تازیانه زد، زندانی نمود و سرانجام به صلیب کشید. عزالدین بن اثیر او را نخستین فرد عباسی نامیده که در اسلام مصلوب شد.